# Crystallichthys cameliae
Crystallichthys cameliae és una espècie de peix pertanyent a la família dels lipàrids.

## Hàbitat
És un peix marí i batidemersal que viu fins als 300 m de fondària.

## Distribució geogràfica
Es troba al mar de Bering.

## Observacions
És inofensiu per als humans.